# Сявель
Сявель — деревня в Шацком районе Рязанской области в составе Новочернеевского сельского поселения.

## Географическое положение
Деревня Сявель расположена на Окско-Донской равнине на правом берегу реки Сявель (приток Цны) у её истоков в 20 км к юго-востоку от города Шацка. Расстояние от деревни до районного центра Шацк по автодороге — 31 км.
Деревня находится в окружении значительных лесных массивов. К северу от деревни расположены урочища Лепень (бывший населённый пункт), Селезнев Луг и Большой Бор; к западу — урочище Моленный Куст, озеро Старая Речка и река Цна с Борковским гидроузлом; на южной окраине деревни — пруд; к востоку расположено урочище Потехино. Близ деревни имеется, но не используется крупное месторождение торфа. Ближайшие населённые пункты — посёлок Веселый и деревня Парсаты.

## Население
| 1989 | 2010 | 2012 |
| ---- | ---- | ---- |
| 282  | ↘103 | ↗108 |

## Происхождение названия
Населенный пункт получил название по реке Сявель, на которой расположен, но вот откуда у речки такое название сказать пока трудно. По всей вероятности, гидроним имеет финно-угорское происхождение.
Вплоть до начала XX в. деревня носила двойное название — Сергиевка, Сявель тож.

## История
Окрестности деревни Сявель были заселены людьми издревле. В 300 м к северо-западу от деревни обнаружено поселение эпохи бронзового века (конец 2 — начало 1 тыс. до н. э.) — стоянка Сявель I.
К 1911 году, по данным А. Е. Андриевского, деревня Сергиевка, Сявель тож, относилась к приходу Ризположенской церкви села Старочернеево, и в ней насчитывалось 103 крестьянских двора, в которых проживало 345 душ мужского и 375 женского пола.
Интересно, что современное название деревни было окончательно утверждено только 10 января 1966 года, когда Указом Президиума Верховного Совета РСФСР деревня Сергиевка Шацкого района Рязанской области была переименована в Сявель по названию протекающей здесь реки.

## Транспорт
Основные грузо- и пассажироперевозки осуществляются автомобильным транспортом.